# 천매암

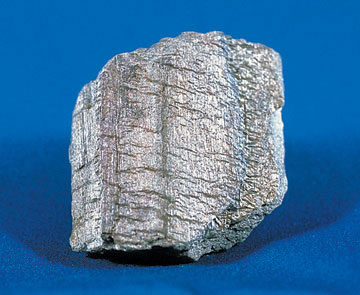
천매암

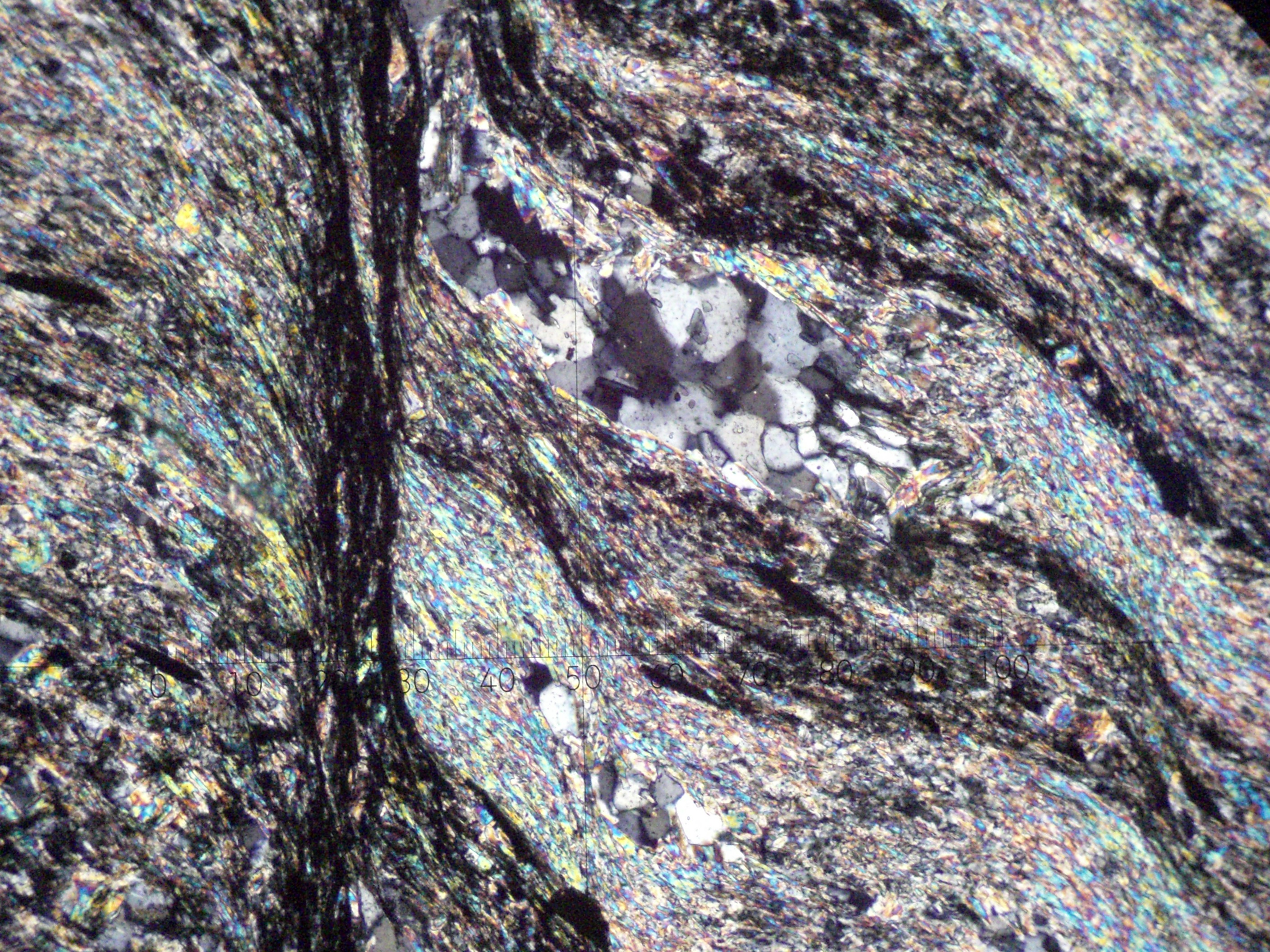
천매암의 박편사진

천매암(千枚岩)은 석영, 세리사이트질운모, 녹니석으로 구성된 엽리상 변성암이다. 천매암의 변성 정도는 슬레이트와 운모 편암 사이 단계이다. 흑연, 세리사이트 혹은 녹니석의 소형 결정들이 견사를 나타낸다. 때로는 벽개(혹은 편리)의 표면을 따라 금색 광휘를 보인다. 천매암을 구성하고 있는 판상의 광물들은 슬레이트의 그것들에 비해 크지만, 육안으로는 잘 보이지 않는다.
천매암은 천매암 조직을 가지는 것을 일컫거나 배로비언(Barrovian) 순서에서 낮은 등급으로 분류되는 것을 일컬으며, 광역변성작용에 의한 것이다. 천매암의 모암은 슬레이트이다. 슬레이트는 매우 예민하며 작은 시트상으로 깨어질 수 있다. 천매암은 저등급 변성 환경에서 형성될 수 있다. 보통 흑색 혹은 진한 회색이며 엽리는 흔히 주름지고 파동을 보인다.